# Moorooduc
Moorooduc är en del av en befolkad plats i Australien. Den ligger i kommunen Mornington Peninsula och delstaten Victoria, omkring 47 kilometer söder om delstatshuvudstaden Melbourne.
Runt Moorooduc är det ganska tätbefolkat, med 120 invånare per kvadratkilometer.. Närmaste större samhälle är Cranbourne, omkring 19 kilometer nordost om Moorooduc. 
Trakten runt Moorooduc består till största delen av jordbruksmark. Genomsnittlig årsnederbörd är 1 251 millimeter. Den regnigaste månaden är maj, med i genomsnitt 154 mm nederbörd, och den torraste är januari, med 51 mm nederbörd.